# Вьейра, Полен Суману
Поле́н Суману́ Вье́йра (фр. Paulin Soumanou Vieyra; 31 января 1925, Порто-Ново, Дагомея ныне Бенин — 4 ноября 1987, Париж, Франция) — сенегальский кинорежиссёр, сценарист, продюсер, кинокритик и киновед.

## Биография
В 1953 году окончил ИДЕК в Париже. Был одним из организаторов «Африканской группы кино» (1955). Начиная с первых лент, обратился к судьбе чернокожих в Европе. После провозглашения независимости Сенегала, стал главным редактором национальной кинохроники и режиссёром документальных картин. Начиная с середины 1960-х годов, работал продюсером и киноведом. Помогал многим сенегальским кинорежиссёрам, особенно Усману Сембену. В 1980-х годах возглавлял отдел кино министерства информации. Преподавал в Дакарском университете. Его творчество высоко ценил Жорж Садуль.
Член жюри VII, VIII и XIV Московских международных кинофестивалей.

## Избранная фильмография

### Режиссёр
- 1955 — Африка на Сене / Afrique sur Seine (с М. Сарром)
- 1953 — Это было четыре года тому назад / С'etait il у'а quatre ans
- 1961 — Родилась нация / La naissance de la nation
- 1963 — Агнец / Lamb
- 1964 — Синдиели / Sindiely
- 1964 — Н'Дионгагне, муженёк / N’diongagne, Petit Mari
- 1966 — Рыбак / Pecher
- 1966 — Приключение леса / L’aventure de la foret
- 1974 — Диорама / Diorama
- 1980 —  / L'envers du décor (к/м)
- 1981 — Под домашним арестом / En résidence surveillée

### Сценарист
- 1981 — Под домашним арестом / En résidence surveillée

### Продюсер
- 1968 —  / Mandabi
- 1975 — Бессилие / Xala

## Сочинения
- Le cinéma et l'Afrique. — P., 1969.
- Ousmane Sembene cinéaste. — P., 1972.
- Le cinéma africain, des origines à 1973. — P., 1975.